# West, Bruce & Laing

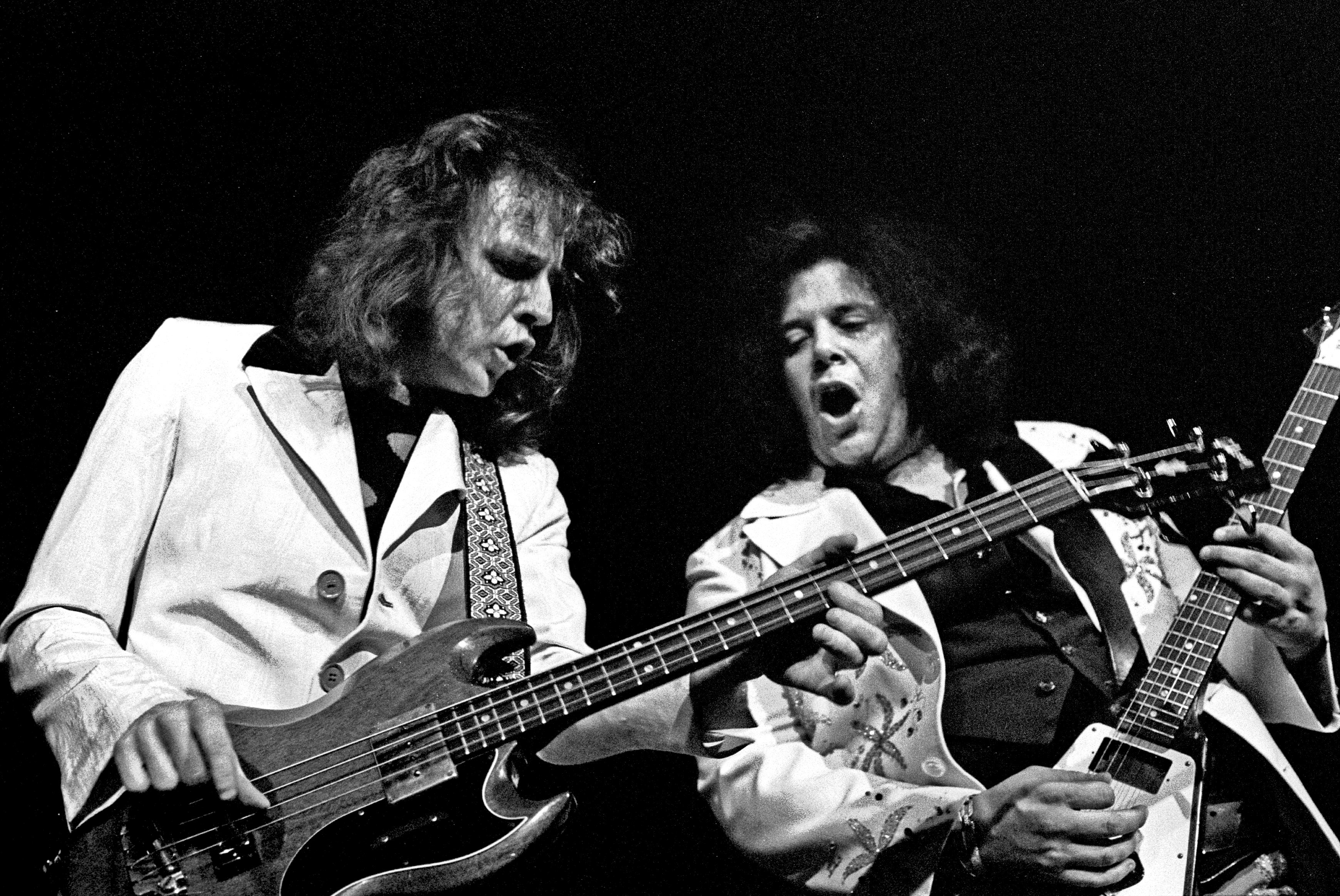
Jack Bruce und Leslie West, Hamburg 1973

West, Bruce and Laing war eine Rockformation, die sich aus Mitgliedern der amerikanischen Hardrockband Mountain und der ehemaligen britischen Bluesrockband Cream zusammensetzte.
Wie unschwer aus dem Bandnamen erkennbar, bestand das im Jahre 1972 gegründete Trio aus Leslie West (Mountain, Gitarre und Gesang), Jack Bruce (Cream, Bass und Gesang) und Corky Laing (Mountain, Schlagzeug).
Die Band begriff sich als bluesorientiertes Hardrock-Powertrio, dessen Repertoire sowohl aus Eigenkompositionen als auch aus Cream-Nummern bestand.
In der nur sehr kurzen Zeit von lediglich 18 Monaten produzierte die Gruppe zwei Studioalben: Why Dontcha und What Ever Turns You On sowie ein Live-Album mit dem Titel Live’N’Kickin’.
Obwohl die Band einigermaßen beliebt und die Konzerte gut besucht waren, konnte sie nicht an die großen Erfolge der jeweiligen Vorgänger-Bands anknüpfen und geriet nach Auflösung nahezu in Vergessenheit.
West, Bruce and Laing zeichnete ein „fetter“ und kraftvoller, stets bluesbetonter Hardrocksound aus, der viele Musiker in dieser Zeit inspirierte.
Zu ihren bekanntesten Hits zählen: Why Dontcha?, The Doctor, Backfire und der Cream-Klassiker Politician.

## Diskografie
- 1972 – Why Dontcha?
- 1973 – Whatever Turns You On
- 1974 – Live´N´Kickin